# Gary Thomas
Gary Thomas (Baltimore, Maryland, 10 de junio de 1960) es un flautista y saxofonista estadounidense de jazz.  

## Historial
Es miembro de la "Jack DeJohnette's Special Edition Band" y ha trabajado con un gran número de músicos, como John McLaughlin, Herbie Hancock, Pat Metheny, John Scofield, Jim Hall, Dave Holland, Greg Osby, Wayne Shorter, Ravi Coltrane, Cassandra Wilson, Wallace Roney, Miles Davis, Steve Coleman, y otros, formando parte en sus inicios del colectivo M-Base.  Actualmente trabaja como director de estudios de jazz, en el Peabody Institute, en Baltimore.

## Discografía

### Como líder
- The Seventh Quadrant (1987)
- Code Violations (1988)
- By Any Means Necessary (1989, con John Scofield y Dennis Chambers)
- While The Gate Is Open (1990)
- The Kold Kage (1991)
- Till We Have Faces (1992, con Pat Metheny y la Preis der deutschen Schallplattenkritik 1993)
- Exile's Gate (1993)
- Overkill (1995)
- Found On Sordid Streets (1997)
- Pariah's Pariah (1998)

### Como colaborador
Con Jack DeJohnette
- Irresistible Forces (MCA, 1987)
- Audio Visualscapes (1988)

Con Greg Osby
- The Invisible Hand (Blue Note, 1999)

Con Tony Reedus
- Incognito (1989)

Con Wallace Roney
- Verses (1987)
- Intuition (1988)
- The Standard Bearer (1989)
- Obsession (1990)

con Lonnie Plaxico
- So Alive (2004)
- West Side Stories (2006)

Con Terri Lyne Carrington
- Jazz is a Spirit (2002)

Con Ingrid Jensen
- Higher Grounds (1999)

Con Peter Herborn
- Traces of Trane (1992)
- Large One (1997)
- Large Two (2002)